# Поклад масивний
Поклад масивний (рос. залежь массивная; англ. massive pool, нім. massiver Vorrat m) — поклад вуглеводнів у пастці, що утворена товстим виступом однорідних або різних за складом, але проникних для нафти (газу) порід, частіше карбонатних; у покрівлі такий поклад обмежується непроникними породами, а у нижній частині — водою, яка заповнює більшу частину природного резервуара, при цьому водонафтовий або газоводяний контакт перетинає масив по всій площі покладу незалежно від характеру напластування порід.